# Hrádek (district de Klatovy)
Pour les articles homonymes, voir Hrádek.
Hrádek (en allemand : Hradek, de 1939 à 1945 : Bürgel) est une commune du district de Klatovy, dans la région de Plzeň, en République tchèque. Sa population s'élevait à 1 382 habitants en 2021.

## Géographie
Hrádek se trouve à 22 km au sud-est de Klatovy, à 54 km au sud-sud-est de Plzeň et à 114 km au sud-ouest de Prague.

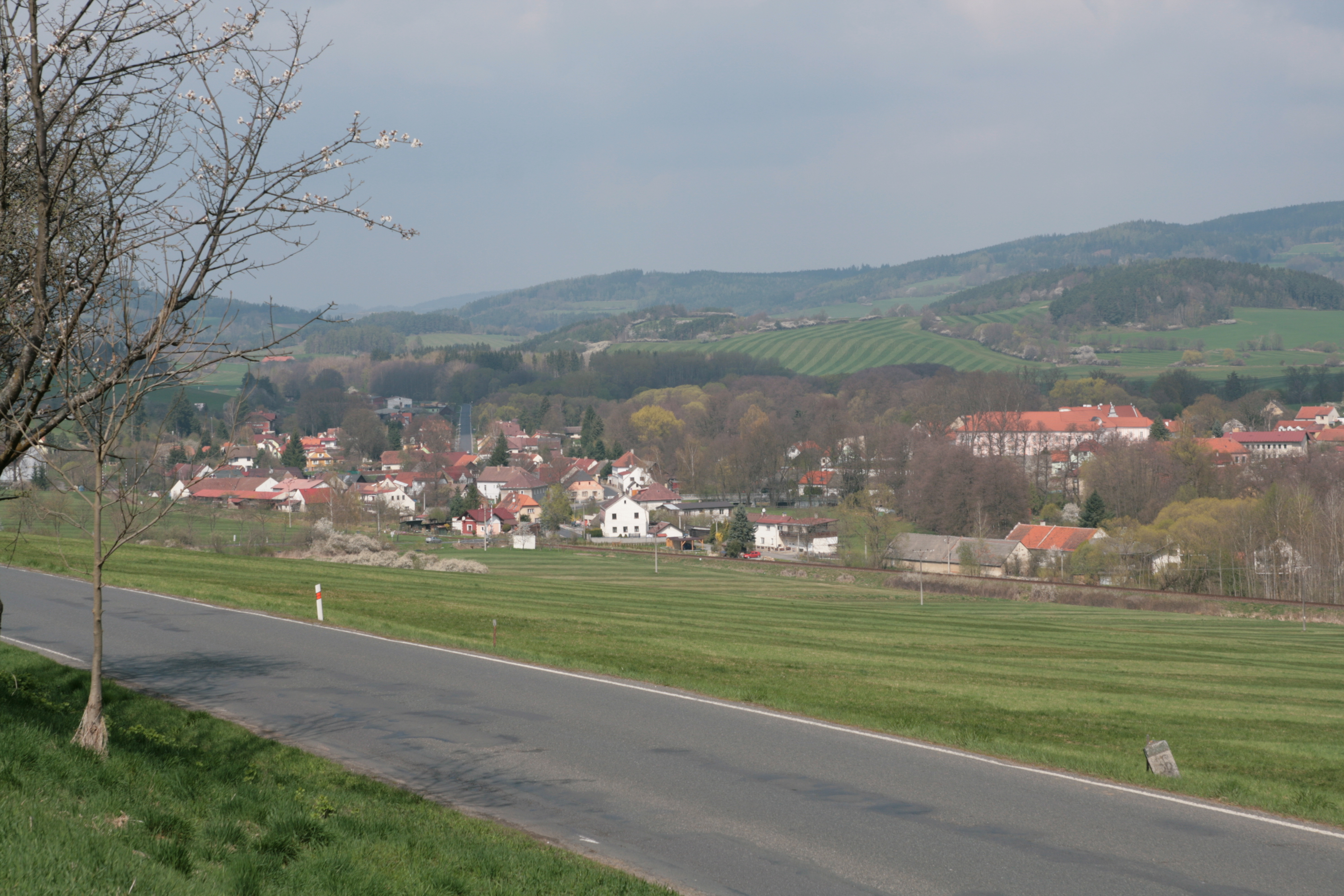
Hrádek : vue générale.

La commune est limitée par Nalžovské Hory au nord, par Budětice et Dobršín à l'est, par Sušice au sud et par Petrovice u Sušice et Mokrosuky à l'ouest.

## Histoire
La première mention écrite de la localité date de 1298.

## Administration
La commune se compose de sept sections :
- Čejkovy
- Čermná
- Hrádek
- Kašovice
- Odolenov
- Tedražice
- Zbynice

## Galerie

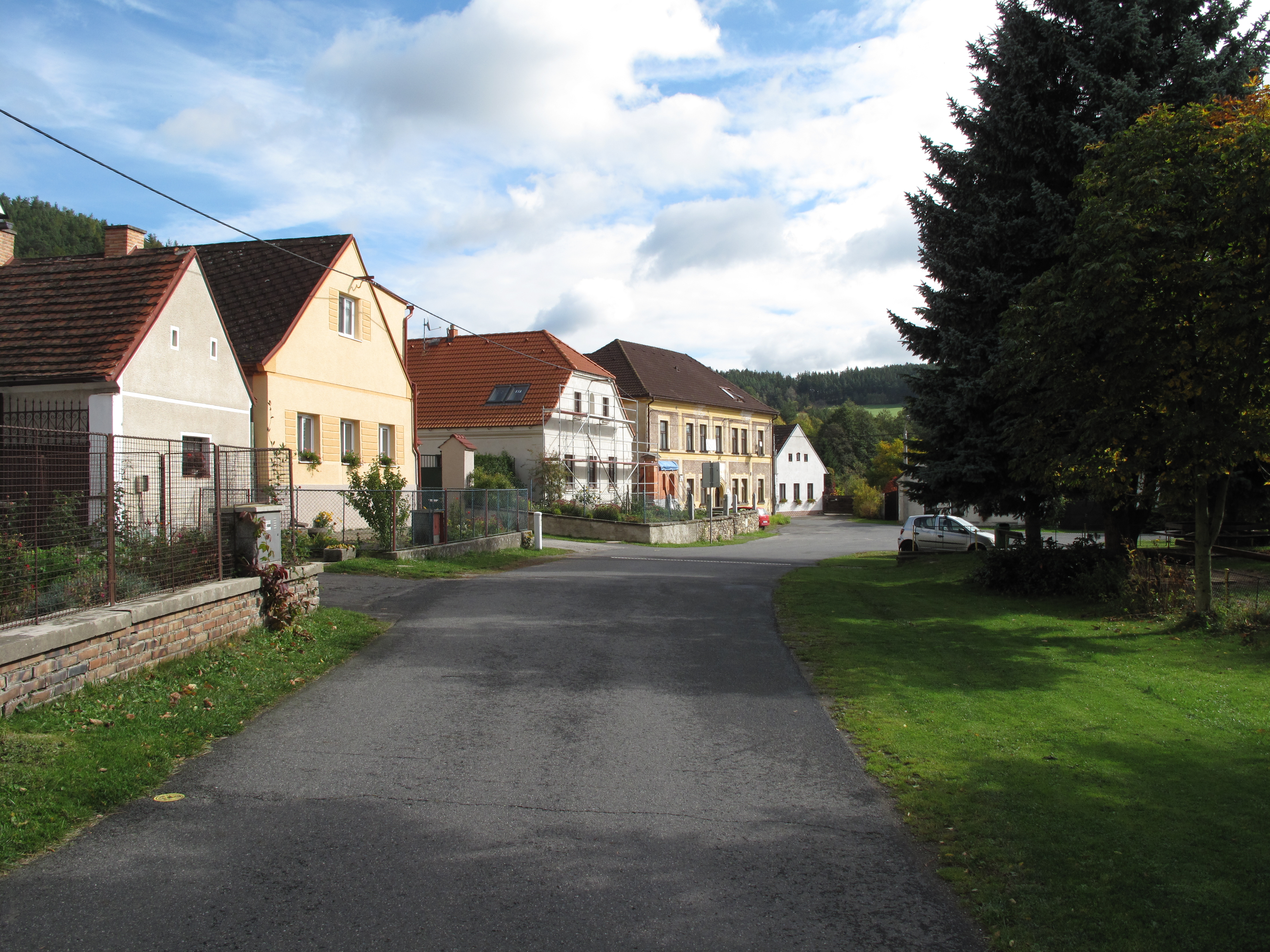
Tedražice.
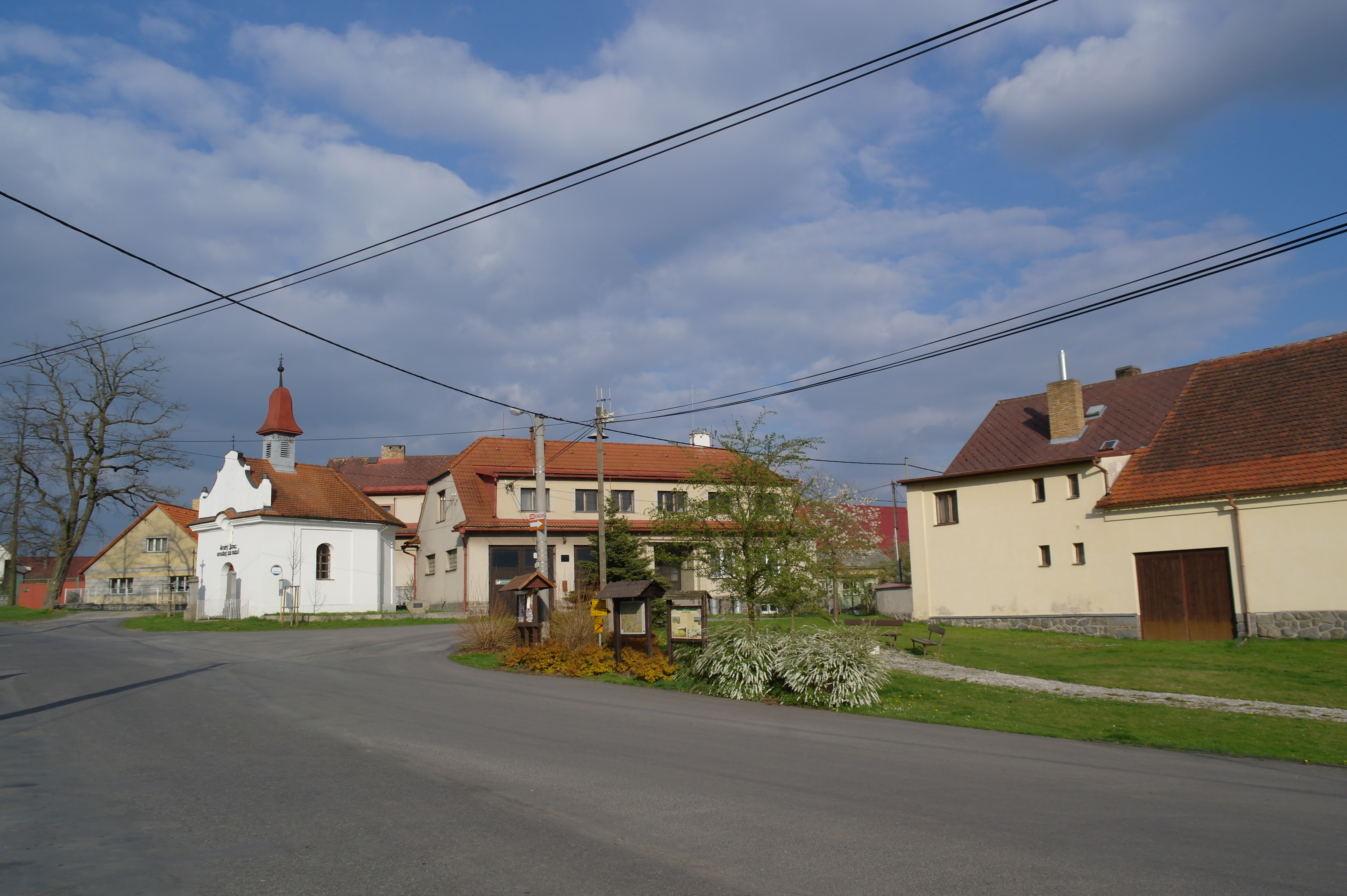
Čejkovy.

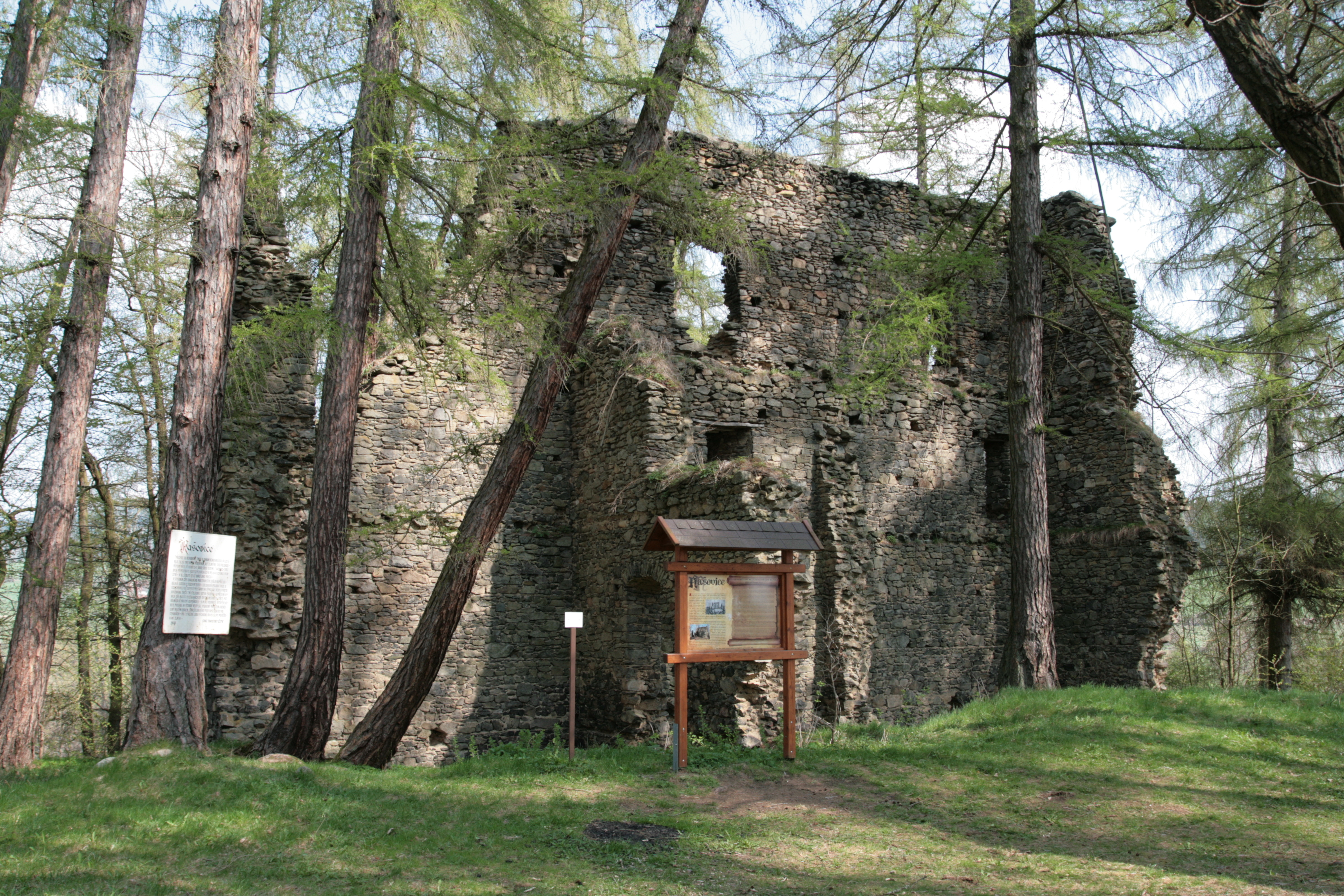
Ruines du château de Kašovice.
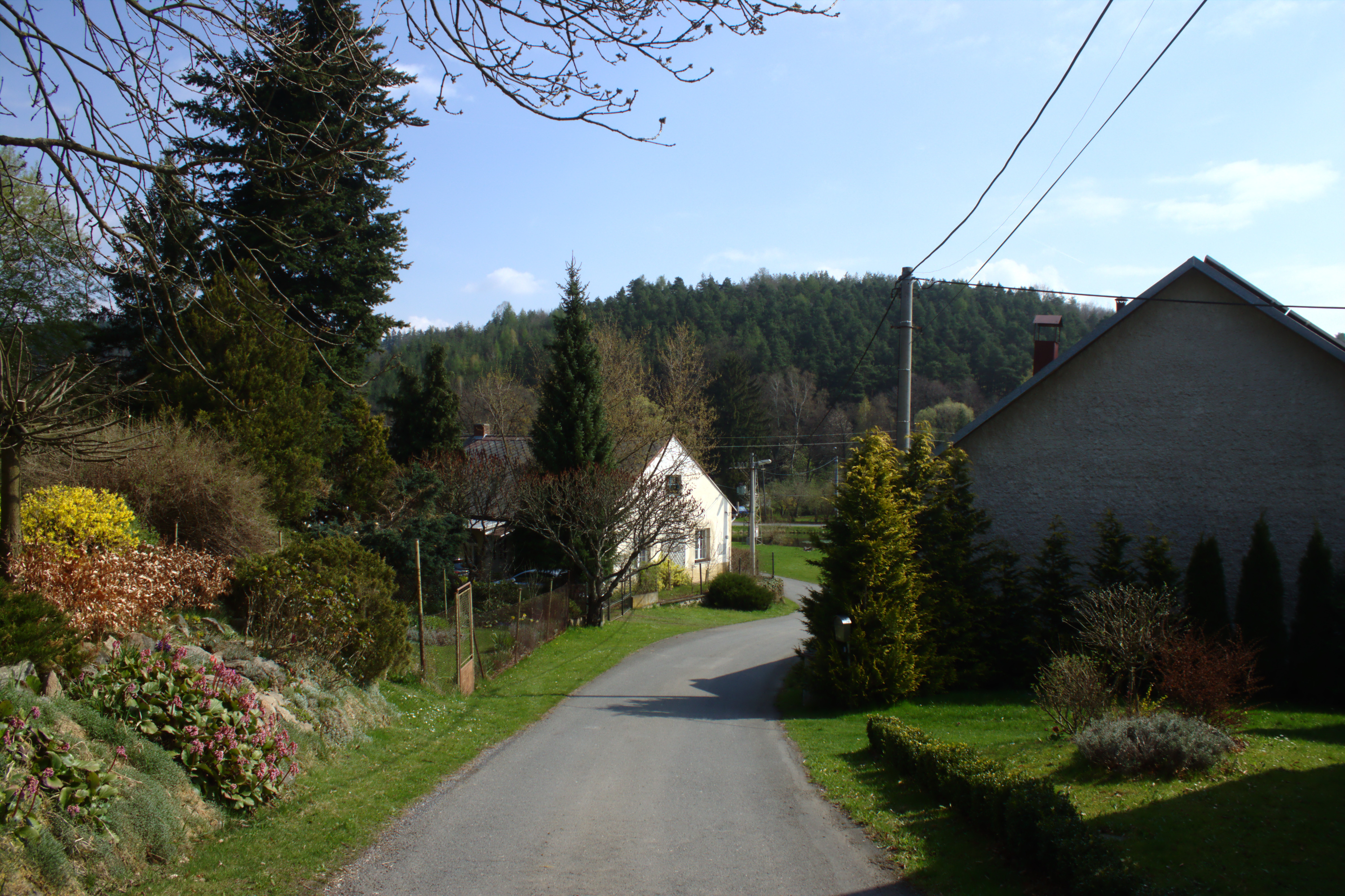
Kašovice.

## Transports
Par la route, Hrádek se trouve à 5 km de Sušice, à 23 km de Klatovy, à 67 km de Plzeň et à 133 km de Prague.